# Зарубин, Владимир Иванович
Влади́мир Ива́нович Зару́бин (7 августа 1925, Андрияновка, Орловская губерния — 21 июня 1996, Москва) — советский и российский художник-мультипликатор.

## Биография и карьера
Родился в деревне Андрияновка Алексеевского сельского совета Покровского района Орловской области. Участвовал в Великой Отечественной войне. По рассказу его сына, к началу войны жил с родителями в Лисичанске. Когда город был захвачен немецкими войсками, был угнан в Германию и работал в трудовом лагере в Руре, откуда был освобождён американскими войсками.
После войны, с 1945 по 1949 год служил стрелком в комендатуре Советской армии.
С 1949 года начал карьеру художника. Сначала работал художником в Министерстве угольной промышленности (до 1950 года), с 1950 по 1958 год был художником на заводе (позднее НПО «Гиперон»), где познакомился со своей будущей женой — чертёжницей из конструкторского бюро Надеждой Ульянкиной.
В 1956 году поступил в Московскую вечернюю среднюю школу, которую окончил в 1958 году. Параллельно с учёбой занимался на курсах художников-мультипликаторов при киностудии «Союзмультфильм» и в Университете марксизма-ленинизма МГК КПСС.
С 1957 по 1982 год работал художником-мультипликатором в «Союзмультфильме», приняв участие в создании около сотни рисованных мультипликационных фильмов.
В конце 1970-х годов был принят в Союз кинематографистов СССР.
Иллюстрировал книги, конверты, календари и т. п., но наибольшую известность приобрёл как художник поздравительных открыток, в основном на мультипликационную тематику. Первая его открытка была выпущена в 1962 году, а общий тираж открыток вместе с конвертами и телеграммами составил 1 588 270 000 экземпляров. Открытки Зарубина копировали на витринах магазинов и в стенгазетах, их коллекционирование является самостоятельной темой в филокартии. Изображённые на открытках персонажи — Дед Мороз, дети, зайчики, белочки, медвежата, ежата, снеговики — отличаются обаянием и доброжелательностью.
Умер в 1996 году. Похоронен на Кузьминском кладбище.
В 2007 году был издан каталог открыток Владимира Зарубина[≡].
С 2017 года исключительные права на все иллюстрации Владимира Зарубина принадлежат издательству "Речь".

## Фильмография

### Художник-мультипликатор
- «Скоро будет дождь» (1959)
- «Легенда о завещании мавра» (1959)
- «Лиса, бобёр и другие» (1960)
- «Мурзилка на спутнике» (1960)
- «Муха-Цокотуха» (1960)
- «Тринадцатый рейс» (1960)
- «Дорогая копейка» (1961)
- «Козлёнок» (1961)
- «МУК (Мультипликационный крокодил) № 4» (1961)
- «МУК (Мультипликационный Крокодил) № 5» (1961)
- «Фунтик и огурцы» (1961)
- «Дикие лебеди» (1962)
- «Небесная история» (1962)
- «Акционеры» (1963)
- «Беги, ручеёк!» (1963)
- «На краю тайны» (1964)
- «Светлячок №5» (1964)
- «Ситцевая улица» (1964)
- «Следы на асфальте» (1964)
- «Ваше здоровье» (1965)
- «Гунан-Батор» (1965)
- «Картина» (1965)
- «Портрет» (1965)
- «Приключения запятой и точки» (1965)
- «Главный Звёздный» (1966)
- «Гордый кораблик» (1966)
- «Кузнец-колдун» (1967)
- «Маугли. Ракша» (1967)
- «Межа» (1967)
- «Маугли. Похищение» (1968)
- «Орленок» (1968)
- «Дорожное происшествие» (1968)
- «Украденный месяц» (1969)
- «Лиса, медведь и мотоцикл с коляской» (1969)
- «Маугли. Последняя охота Акелы» (1969)
- «Снегурка» (1969)
- «Десять лет спустя» (1969)
- «Лесная хроника» (1970)
- «Маугли. Битва» (1970)
- «Ну, погоди! (выпуск 2)» (1970)
- «Сказка сказывается» (1970)
- «Три банана» (1971)
- «Аргонавты» (1971)
- «Маугли. Возвращение к людям» (1971)
- «Ну, погоди! (выпуск 4)» (1971)
- «Старая фотография» (1971)
- «Рассказы старого моряка. Антарктида» (1972)
- «Фока — на все руки дока» (1972)
- «Вася Буслик и его друзья» (1973)
- «Василёк» (1973)
- «Детство Ратибора» (1973)
- «Персей» (1973)
- «По следам бременских музыкантов» (1973)
- «Шапка-невидимка» (1973)
- «С бору по сосенке» (1974)
- «Шел трамвай десятый номер» (1974)
- «Василиса Микулишна» (1975)
- «И мама меня простит» (1975)
- «На лесной тропе» (1975)
- «Необычный друг» (1975)
- «Зеркало времени» (1976)
- «Легенда о старом маяке» (1976)
- «Ну, погоди! (выпуск 9)» (1976)
- «Переменка № 1» (1976)
- «Слушается дело о… не очень комическая опера» (1976)
- «Храбрец-удалец» (1976)
- «Младший брат» (1976)
- «Бравый инспектор Мамочкин» (1977)
- «Мальчик-с-пальчик» (1977)
- «Полигон» (1977)
- «Барс лесных дорог» (1978)
- «Как утёнок-музыкант стал футболистом» (1978)
- «Ограбление по…» (1978)
- «Пойга и лиса» (1978)
- «Последняя невеста Змея Горыныча» (1978)
- «Охота» (1979)
- «Салют, Олимпиада!» (1979)
- «Приезжайте в гости» (1979)
- «Лебеди Непрядвы» (1980)
- «Мореплавание Солнышкина» (1980)
- «День рождения бабушки» (1981)
- «Однажды утром» (1981)
- «Он попался!» (1981)
- «Отражение» (1981)
- «Приключения Васи Куролесова» (1981)
- «Раз — горох, два — горох» (1981)
- «Тайна третьей планеты» (1981)
- «Жил-был пёс» (1982)
- «Охотник и его сын» (1982)
- «Сын камня» (1982)
- «Горе — не беда» (1983)
- «Змей на чердаке» (1983)
- «Неудачники» (1983)
- «Пилюля» (1983)
- «Путешествие муравья» (1983)
- «Дом, который построили все» (1984)
- «Сказка о царе Салтане» (1984)
- «Пантелей и пугало» (1985)
- «Сказ о Евпатии Коловрате» (1985)
- «Терёхина таратайка» (1985)
- «Королевский бутерброд» (1985)
- «Геракл у Адмета» (1986)
- «Седой медведь» (1988)
- «Ограбление по… (новая редакция)» (1988)
- «Приключения волшебного глобуса, или Проделки ведьмы» (1991)

## Награды
- Орден Отечественной войны II степени[7].